# Dörarps socken
Dörarps socken i Småland ingick i Sunnerbo härad i Finnveden, ingår sedan 1971 i Ljungby kommun och motsvarar från 2016 Dörarps distrikt i Kronobergs län.
Socknens areal är 67,73 kvadratkilometer, varav land 47,91. År 2000 fanns här 363 invånare. Kyrkbyn Dörarp med sockenkyrkan Dörarps kyrka ligger i socknen. 

## Administrativ historik
Dörarps socken har medeltida ursprung. På 1630-talet införlivades Hallsjö socken.
Vid kommunreformen 1862 övertogs ansvaret för de kyrkliga frågorna till Dörarps församling och ansvaret för de borgerliga till Dörarps landskommun. Denna senare inkorporerades 1952 i Berga landskommun som 1971 uppgick i Ljungby kommun. Församlingen uppgick 2025 i Dörarp-Vittaryds församling.
1 januari 2016 inrättades distriktet Dörarp, med samma omfattning som församlingen hade 1999/2000.  
Socknen har tillhört samma fögderier och domsagor som Sunnerbo härad. De indelta soldaterna tillhörde Kronobergs regemente, Norra Sunnerbo kompani.

## Geografi
Dörarps socken ligger mellan Ljungby och Värnamo och mellan sjöarna Vidöstern och Flåren. Socknen består av ett kulturlandskap.

## Fornminnen

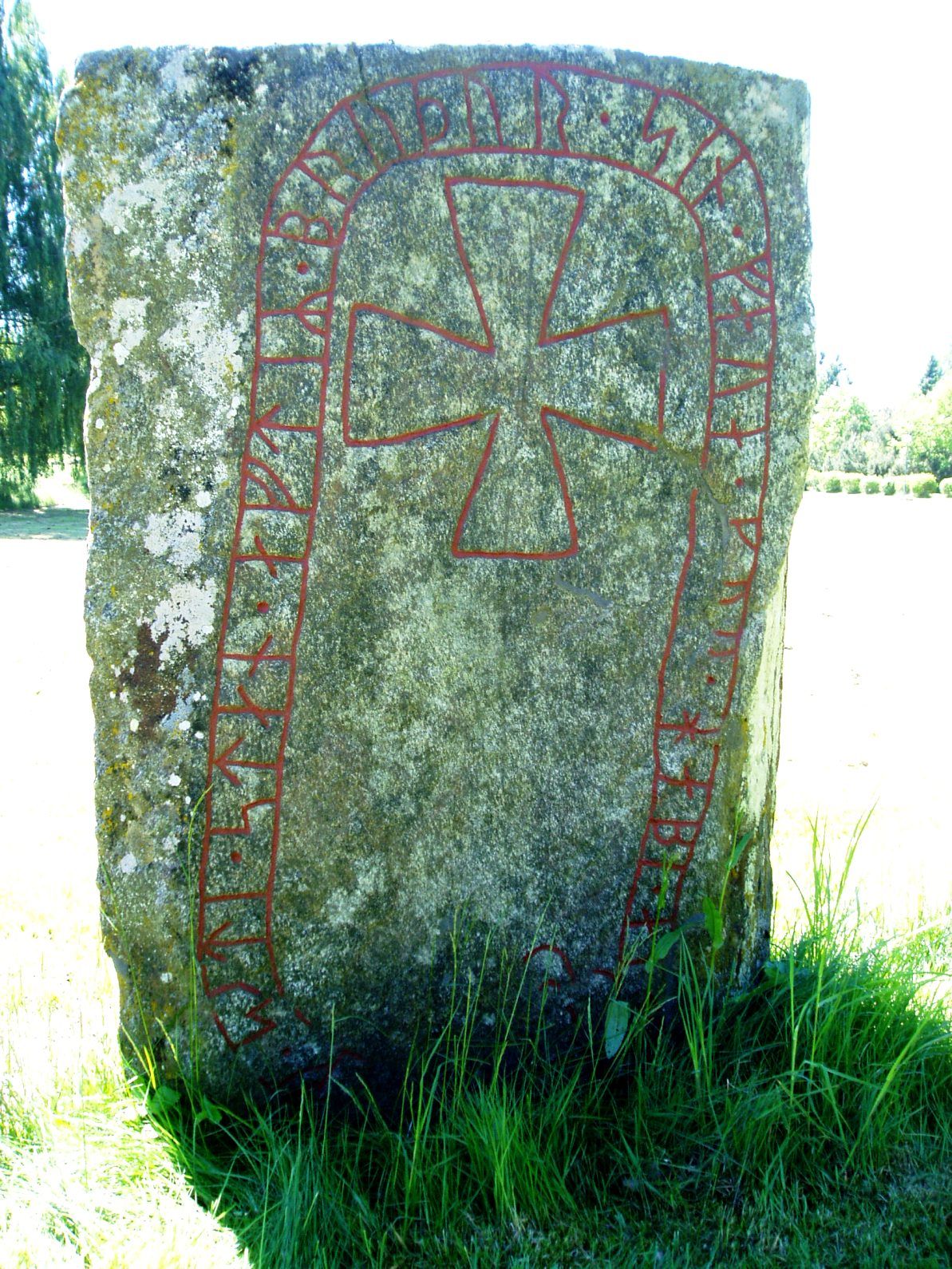
Smålands runristning 31 vid Toftaholm

Några boplatser från stenåldern, några gravrösen från bronsåldern och flera järnåldersgravfält finns här. Borglämningar finns i Kungsbacken vid Torset och på Stenhusholmen i Vidöstern. En offerkälla (Helige Storks källa) finns vid Hallsjö. En runristning och en skans finns vid Toftaholm. Hallsjö kyrkoruin ligger i Hallsjö.

## Namnet
Namnet (1393 Dorathorpe), från kyrkbyn, har ett förled som är svårtolkat, eventuellt dörr syftande på en trång passage i Vidöstern. Efterledet är torp, nybygge.

### Fotnoter
1. 1 2 3  Svensk Uppslagsbok andra upplagan 1947–1955: Dörarp socken
2. 1 2  Harlén, Hans; Harlén Eivy (2003). Sverige från A till Ö: geografisk-historisk uppslagsbok. Stockholm: Kommentus. Libris 9337075. ISBN 91-7345-139-8
3. ↑  Administrativ historik för Dörarp socken (Klicka på församlingsposten). Källa: Nationella arkivdatabasen, Riksarkivet.
4. 1 2  Sjögren, Otto (1931). Sverige geografisk beskrivning del 2 Östergötlands, Jönköpings, Kronobergs, Kalmar och Gotlands län. Stockholm: Wahlström & Widstrand. Libris 9939
5. 1 2 3  Nationalencyklopedin
6. ↑  Fornlämningar, Statens historiska museum: Dörarps socken
7. ↑  Fornminnesregistret, Riksantikvarieämbetet: Dörarps socken Fornminnen i socknen erhålls på kartan genom att skriva in sockennamn (utan "socken") i "Ange geografiskt område"